# Chronologie
Chronologie – jedenasty album studyjny francuskiego muzyka elektronicznego i kompozytora Jeana-Michela Jarre’a, wydany w 1993 roku.
Po Oxygène i Équinoxe uważany za jedno z najlepszych dzieł artysty. Pomysł na album zrodził się ponoć pod wpływem lektury Krótkiej historii czasu Stephena Hawkinga, której tematem przewodnim jest właśnie czas – zarówno przemijanie, jak i przyszłość ludzkości.
Brzmienie Chronologie zostało oparte na nowej fali elektronicznej muzyki tanecznej, która rozwijała się od końca lat 80.
Podobnie jak poprzedni album Jarre'a Waiting for Cousteau album Chronologie uplasował się na 11. miejscu listy przebojów w Wielkiej Brytanii.

## Lista utworów
1. „Chronologie (Part I)” – 10:51
2. „Chronologie (Part II)” – 6:05
3. „Chronologie (Part III)” – 3:59
4. „Chronologie (Part IV)” – 3:59
5. „Chronologie (Part V)” – 5:34
6. „Chronologie (Part VI)” – 3:45
7. „Chronologie (Part VII)” – 2:17
8. „Chronologie (Part VIII)” – 5:33